# A Letter To The Stars
Das Projekt A Letter To The Stars (englisch für Ein Brief an die Sterne) war ein von dem Verein Lernen aus der Zeitgeschichte getragenes Zeitgeschichte-Projekt in Schulen der Republik Österreich. Mehr als 50.000 Schüler setzten sich im Rahmen des Projekts mit dem Schicksal der Opfer der nationalsozialistischen Herrschaft in Österreich auseinander. Viele Schüler haben Lebensgeschichten von österreichischen Todesopfern und Überlebenden recherchiert.

## Entstehung und Name
Im Jahr 2002 entwickelten die Journalisten Josef Neumayr und Andreas Kuba die Idee, den österreichischen Holocaust-Opfern im Rahmen eines groß angelegten Projekts „Name, Gesicht und Würde zurückzugeben“. Ab dem Spätherbst 2002 leistete Alfred Worm wesentliche Mithilfe. Ein halbes Jahr später begann das Schulprojekt.
Bei der Vorbereitung des Projekts trafen Neumayr und Kuba immer wieder Karl Stojka (1931–2003), der als Zwölfjähriger zusammen mit seiner Mutter und seinen fünf Geschwistern in das KZ Auschwitz-Birkenau deportiert worden war. Stojka hatte sich im KZ die Kinder, die dort vergast und verbrannt wurden, als Sterne vorgestellt, die zum Himmel aufsteigen. In jedem Stern am Nachthimmel sah er damals ein ermordetes Kind. Neumayr und Kuba wollten nun, „dass Schüler Briefe an diese Sternenkinder schicken“. So wählten sie den Namen A Letter to the Stars für ihr Projekt.

## Projekte und Aktivitäten

### Gedenkveranstaltungen
In Gedenkveranstaltungen begannen die Schüler eine neue Auseinandersetzung mit der Vergangenheit.
Im Mai 2003 ließen mehr als 15.000 Schüler aus ganz Österreich im Gedenken an die Opfer auf dem Heldenplatz in Wien 80.000 „Briefe in den Himmel“ an weißen Luftballons aufsteigen. Am Heldenplatz hatte Adolf Hitler im März 1938 vor mehr als 100.000 Jubelnden den „Anschluss Österreichs“ an das Deutsche Reich verkündet.
Im Mai 2004 nahmen 20.000 Menschen aus aller Welt an der von Schülern mitgestalteten Befreiungsfeier im ehemaligen KZ Mauthausen teil. Im Mai 2005 wurden in der Nacht des Schweigens vor dem KZ Mauthausen Kerzen für die 100.000 Ermordeten entzündet. Unter dem Motto Blumen der Erinnerung trugen im Mai 2006 rund 15.000 Schüler vom Wiener Stephansplatz aus 80.000 weiße Rosen mit den Namen österreichischer NS-Opfer zu all jenen Adressen, an denen die Menschen vor ihrer Vertreibung und Ermordung gelebt hatten.
Die Projektergebnisse wurden auf der Website und in Büchern sowie in der ORF-Dokumentation Die Sterne verlöschen nicht veröffentlicht.

### Botschafter der Erinnerung
Für das Projekt Botschafter der Erinnerung/Ambassadors of Remembrance haben die Initiatoren in Zusammenarbeit mit dem Jewish Welcome Service sowie internationalen Überlebenden-Organisationen wie der Kindertransport Association – eine Liste der letzten Zeugen zusammengestellt. Diese Datenbank umfasst 2500 Zeitzeugen aus Österreich, die das NS-Regime überlebten und die ihre Lebensgeschichte an die Jugendlichen jenes Landes, aus dem sie selbst als Kinder und Jugendliche vertrieben wurden, weitergeben möchten. Im April 2007 fand die erste Begegnungsreise nach New York statt, wo 33 Schüler mit mehr als 100 österreichischen Holocaust-Überlebenden sprachen, um ihre Lebensgeschichte zu dokumentieren. Im Oktober 2007 reisten 20 Schüler mit demselben Auftrag nach London. Im März 2008 reiste eine dritte Gruppe von 15 Schülern nach Israel.

### 38-08
Im Projekt 38-08 luden Schulen aus ganz Österreich 200 Überlebende für die Woche vom 1. bis 8. Mai 2008 nach Österreich ein. Die Einladungen wurden von der Organisation A Letter To The Stars vermittelt und durch österreichische Sponsoren ermöglicht. Die Überlebenden konnten jeweils eine Begleitperson mitnehmen. Die Gastgeber gestalteten gemeinsam mit den Gästen den Aufenthalt in Österreich. Höhepunkt war eine gemeinsame Gedenkveranstaltung am 5. Mai 2008, dem nationalen österreichischen Gedenktag gegen Gewalt und Rassismus im Gedenken an die Opfer des Nationalsozialismus. Die Gedenkveranstaltung fand am Wiener Heldenplatz statt.

### projektXchange
Als Folgeprojekt initiierte der Verein im Februar 2009 das projektXchange mit den Schwerpunkten Integration und interkulturelles Verständnis.

### Allee der Gerechten
In Wien wurde vom 27. April 2011 (Jahrestag der Proklamation der Zweiten Republik) bis zum 5. Mai 2011 (Gedenktag gegen Gewalt und Rassismus) die Allee der Gerechten realisiert, eine Ausstellung an der Wiener Ringstraße von der Oper bis zum Burgtheater. Mit Transparenten in den Bäumen wurden Lebensgeschichten von versteckten Juden und deren Rettern textlich ausgehängt. Am Zaun des Volksgartens und des Burggartens wurden Namen von Gerechten unter den Völkern mit großer Schrift dargestellt. Die Ausstellung wurde nach einer Idee von Angelica Bäumer, selbst eine Überlebende, erarbeitet.
Im Mai 2012 wurden die Fahnen der Allee der Gerechten am Neuen Platz in Klagenfurt installiert, im August 2012 im Kurpark in Salzburg, im Oktober 2012 in der Mariahilfer Straße in Graz und im November 2013 im Innenhof des Ursulinenhofs in Linz.

## Stimmen zum Projekt

### Erläuterung und Zuspruch
Rede von Leon Zelman am 5. Mai 2006 am Stephansplatz:

„Liebe Freunde, meine lieben Freunde, meine liebe Jugend. Ich hätte nie erträumen können, dass ich am 5. Mai meinen Geburtstag feiern werde mit so vielen Menschen, die zu mir gekommen sind und mich hier hören wollen. (Applaus)

Als ich am 5. Mai befreit worden bin in Mauthausen/Ebensee hab ich 37 Kilo gewogen. Ohne Sprache und ohne Kenntnis dieses Landes bin ich gekommen, um mir eine neue Heimat aufzubauen. Ich habe Menschen gefunden, die mir zur Seite gestanden sind – aber ich hatte einen Traum: einen Traum, mit jungen Menschen eine neue Zeit aufzubauen, dass das nie wieder, was ich erlebt habe, was ich gesehen habe, sich wiederholen kann.

Heute, meine Damen und Herren, ist mein Traum Wirklichkeit geworden. (Applaus)

Meine Damen und Herren. Auschwitz war nicht am Beginn. Auschwitz, Mauthausen, Ebensee war das Ende. Jeden Tag sind Tausende Menschen umgebracht worden. Kinder, Frauen, Greise, die man einfach nicht mehr zur Arbeit zwingen konnte, sind dort ermordet worden. Aber wir sind heute da, um an den Beginn zu denken. Als hier in Österreich, in Wien, Menschen verschwanden, weil sie Juden waren. Kinder von den Schulen herausgeschmissen worden sind, weil sie Juden, weil sie jüdische Kinder waren. Die Nachbarn haben sich abgewendet und gedacht, wo kann ich etwas finden, rauben und etwas bekommen, von dem ich weiß, dass es Juden versteckt haben.

Das ist der Sinn, warum wir uns heute getroffen haben, das ist der Sinn, warum wir erinnern wollen. Mit der Jugend, die sich dessen bewusst ist, dass sie eine moralische Verpflichtung hat, mit der Geschichte so zu leben, dass sich das alles nicht wiederholen kann.

Ich bin stolz, an der Spitze einer Vereinigung zu stehen, die den Menschen, die vertrieben worden sind, einfach wieder ermöglicht, ihre Heimat wieder zu sehen.

Ich bin gleichzeitig stolz, mit dieser Organisation einfach zu bestätigen, dass eine neue Generation von Schülern, eine neue Generation von Lehrern sich dessen bewusst ist, dass sie eine Aufgabe übernommen haben, für ihre eigene Zukunft und für die Zukunft dieses Landes: dass sie mitarbeiten, dass das alles in die Geschichte eingehen soll aber nicht vergessen wird und verarbeitet wird.

Ich bedanke mich herzlich bei meinen Freunden. Ihr seid die wirklichen Botschafter dieses Landes. Danke vielmals.“

Bundespräsident Heinz Fischer:

„Das Projekt A Letter To The Stars ist durch das besondere Engagement von Direktorinnen und Direktoren sowie Lehrerinnen und Lehrern in ganz Österreich heute das größte schulische Zeitgeschichte-Projekt der Republik.

Schülerinnen und Schüler haben – oft auch mit Ihrer persönlichen Unterstützung – mittlerweile Tausende Lebensgeschichten von österreichischen Ermordeten und Überlebenden des NS-Regimes recherchiert und damit auch selbst Geschichte geschrieben. Sie erforschen verdrängte und verschüttete Schicksale, und sie begegnen den letzten Zeugen.

Diese intensive Beschäftigung mit der Vergangenheit ist immens wichtig, um daraus in der Gegenwart für die Zukunft lernen zu können.

So können wir mithelfen, die junge Generation durch die aktive Erarbeitung von Zeitgeschichte gegen Intoleranz und Rassismus zu immunisieren und zeigen, dass wir alle aus der Geschichte lernen wollen. Ich darf mich für Ihre Arbeit bedanken und wünsche dem Projekt viel Erfolg!“

Simon Wiesenthal:

„Diese Begegnung wird nicht nur neues Wissen vermitteln, sondern die Jugendlichen auch auf emotionaler Ebene nachhaltig beeinflussen. Ich ersuche Sie im Namen der Projektträger, aber auch im Interesse der jungen Menschen, Ihren Schülern die Teilnahme an dem Projekt zu ermöglichen und ihnen dabei hilfreich zur Seite zu stehen.“

Barbara Prammer, Präsidentin des Nationalrats:

„Wenn wir angesichts der Verbrechen des Nationalsozialismus den vielen Opfern und ihrem immensen Leid gedenken, so tun wir das vor allem auch für und gemeinsam mit den jungen Menschen von heute. Nur mit ihnen kann ein starkes und lautes ‚Nie wieder‘ in Zukunft von Österreich aus in die Welt getragen und das Erinnern an die vielen tragischen Schicksale der Opfer und WiderstandskämpferInnen lebendig gehalten werden.“

Claudia Schmied, Bundesministerin für Bildung, Wissenschaft und Kultur:

„A Letter To The Stars stellt eines der wichtigsten Projekte der Zeitgeschichte an den Schulen unseres Landes dar. Bereits 40.000 Schülerinnen und Schüler konnte durch die Vielzahl an Aktionen Geschichte erlebbar gemacht werden.

Die direkte Geschichtsvermittlung durch Zeitzeuginnen und Zeitzeugen bzw. Betroffene gibt den Opfern des Nationalsozialismus Stimme und Gesicht und ermöglicht neben fachlichem Verständnis einen persönlichen Bezug zu den unvergleichbaren Verbrechen dieser Zeit.

Dieses Projekt ist Teil der politischen Bildung an den Schulen unseres Landes und verbindet sich ideal mit den Aktivitäten unseres Hauses in Zusammenhang mit der Aufarbeitung des Nationalsozialismus. Und es fördert durch seinen innovativen Zugang außerdem den Umgang zwischen Lehrern, Schülern und Eltern.“

Betsy Anthony, vormals Deputy Director of Survivor Affairs, United States Holocaust Memorial Museum in Washington:

„Diese jungen Leute und die Projektorganisatoren haben etwas erreicht, das zuvor auf einer so breiten Basis noch nicht da war. Und für die Überlebenden erzeugt diese Erinnerungsarbeit eine innere Ruhe und einen Frieden …“

Hans Winkler, Staatssekretär im Außenministerium:

„Wir können auf junge Menschen stolz sein, die den Spuren der Vergangenheit nicht ausweichen, sondern sie als Weg sehen, um für sich und für Österreich von jenen zu lernen, die einst aus diesem Land vertrieben wurden. Gerade die intensive Beschäftigung mit der Vergangenheit, insbesondere durch persönliche Gespräche mit Menschen, die die Zeit und die Gräueltaten des Nationalsozialismus erleben mussten, ist der beste Weg für jeden von uns, die richtigen Lehren aus der Vergangenheit ziehen zu können, damit nie wieder und nirgendwo in der Welt Menschen das schreckliche Schicksal der Opfer des Nationalsozialismus erleiden müssen.“

William L. Shulman, Präsident der Association of Holocaust Organizations:

„A Letter To The Stars is an extremely worthwile educational project that can be emulated by others an make an meaningful contribution to Holocaust education.“

Lagergemeinschaft Ravensbrück & FreundInnen:

„Konsequent isoliert der Zugang von A Letter To The Stars daher auch die Deportation und Ermordung von der spezifischen Vorgeschichte und den Vorstufen der Vernichtung von Jüdinnen und Juden: dem Antisemitismus, ihrer Definition und Kennzeichnung, den gewalttätigen Übergriffen und Pogromen, den An- und Enteignungen ihres Eigentums und ihrer Wohnungen, den Schul- und Berufsverboten, den Vertreibungen, der Zerstörung ihrer Selbstverwaltung und ihrer religiösen Einrichtungen, der Ghettoisierung usw. Absichtlich oder unabsichtlich verwischen die Projektinitiatoren auch zwei Phasen der NS-Vernichtungspolitik. […] Durchgängig vermeiden die Veranstalter Hinweise auf TäterInnen, ProfiteurInnen, UnterstützerInnen und zustimmende ZuschauerInnen und blenden daher konsequent die ‚andere‘ Seite der Geschichte aus, die Jüdinnen und Juden erst zu Opfern gemacht hat. Nehmen wir das Projekt nur für sich, könnte fast der Eindruck entstehen, die Deportationen seien vom Himmel gefallen.“

### Kritik
Das Projekt A Letter To The Stars war nicht unumstritten. Mitglieder der jüdischen Gemeinde, der Sozialistischen Jugend und mehrere österreichische Zeitschriften kritisierten eine in ihren Augen „seichte Kommerzialisierung“ des Gedenkens an die Shoa.

## Publikationen
- Alfred Worm u. a. (Hrsg.): A Letter To The Stars. Schüler schreiben Geschichte. Band 1: Briefe in den Himmel. Verlag Verein Lernen aus der Zeitgeschichte, Wien 2003, ISBN 3-9501836-9-8.
- Andreas Kuba u. a. (Redaktion): A Letter To The Stars. Schüler schreiben Geschichte. Band 2: Holocaust – Die Überlebenden. Verlag Jugend und Volk, Wien 2005, ISBN 3-9501836-0-4.